# Condado de Cocke
El condado de Cocke (en inglés: Cocke County, Tennessee), fundado en 1797, es uno de los 95 condados del estado estadounidense de Tennessee. En el año 2000 tenía una población de 33.565 habitantes con una densidad poblacional de 14 personas por km². La sede del condado es Newport.

## Geografía
Según la Oficina del Censo, el condado tiene un área total de 1148 km² (443,2 mi²), de la cual 1125 km² (434,4 mi²) es tierra y 23 km² (8,9 mi²) es agua.

### Condados adyacentes
- Condado de Hamblen norte
- Condado de Greene noreste
- Condado de Madison este
- Condado de Haywood sur
- Condado de Sevier suroeste
- Condado de Jefferson noroeste

## Demografía
En el 2000 la renta per cápita promedia del condado era de $25,553, y el ingreso promedio para una familia era de $30,418. El ingreso per cápita para el condado era de $13,881. En 2000 los hombres tenían un ingreso per cápita de $26,062 contra $18,826 para las mujeres. Alrededor del 22.50% de la población estaba bajo el umbral de pobreza nacional.

## Lugares

### Ciudades y pueblos
- Newport
- Parrottsville

### Comunidades no incorporadas
- Cosby
- Del Rio
- Hartford